# 平川镇 (临泽县)
平川镇，是中华人民共和国甘肃省张掖市临泽县下辖的一个乡镇级行政单位。

## 行政区划
平川镇下辖以下地区：
黄家堡村、五里墩村、一工程村、平川村、三一村、三二村、三三村、芦湾村、四坝村和贾家墩村。